# Kaligawe Wetan
Kaligawe Wetan is een bestuurslaag in het regentschap Cirebon van de provincie West-Java, Indonesië. Kaligawe Wetan telt 2640 inwoners (volkstelling 2010).